# Héroe Randiano

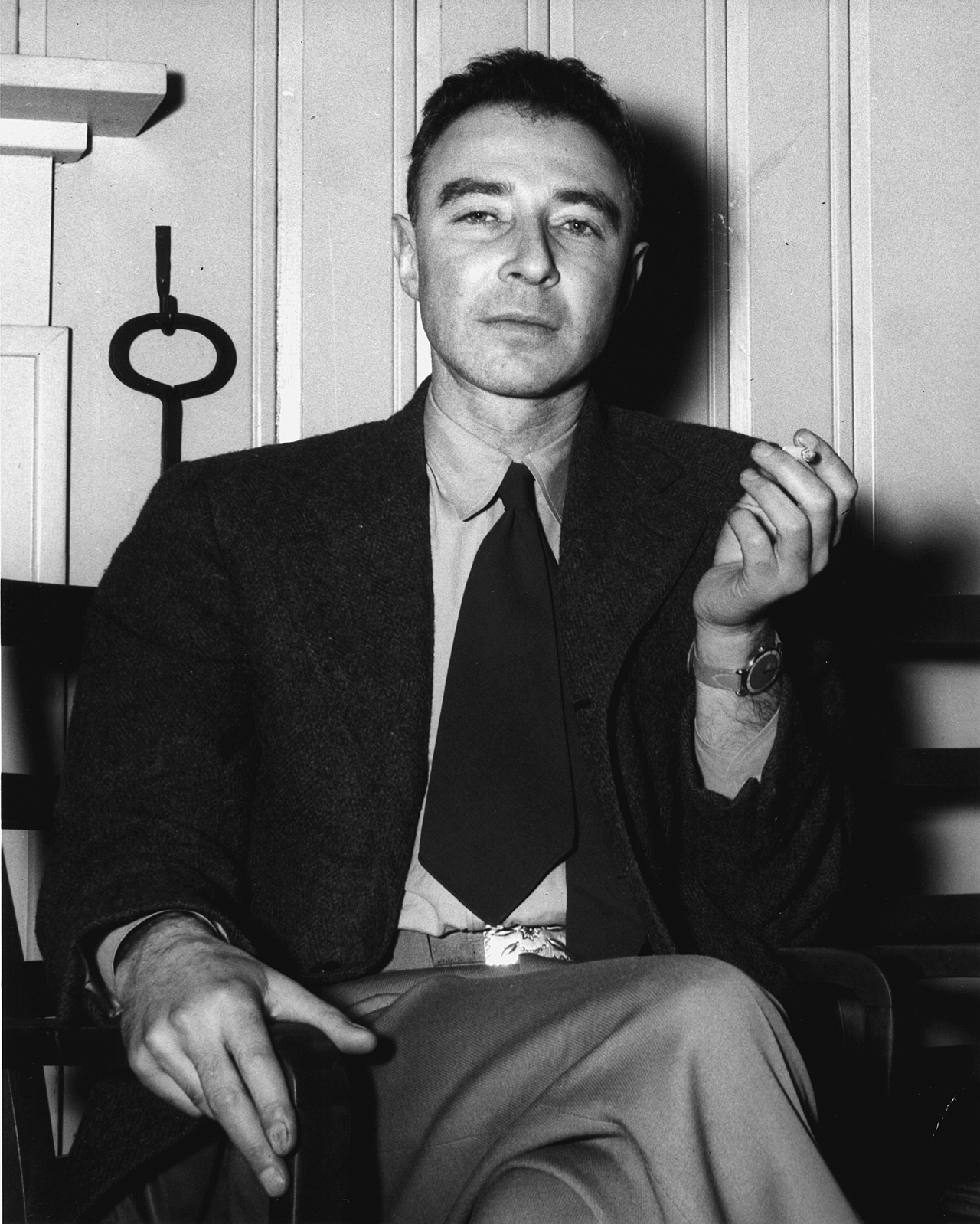
J. Robert Oppenheimer en 1946. Rand lo entrevistó para basar su antagonista Robert Stadler en Atlas Shrugged.

El héroe Randiano es una figura omnipresente en la ficción de la novelista del siglo XX y filósofa Ayn Rand, concretado en las figuras del arquitecto Howard Roark en El Manantial y John Galt en Atlas Shrugged. El propósito autoproclamado de Rand al escribir ficción era proyectar un "hombre ideal", un hombre que persevera para alcanzar sus valores, y solo sus valores.

## Fundamento filosófico
Como una concepción del hombre ideal, el héroe Randiano tiene mucho en común con  concepción de agathos  de Aristóteles, en que su comportamiento es a la vez moralmente heroico y heroicamente racional. Los dos filósofos comparten una perspectiva metaética naturalista / objetivista similar que enfatiza el carácter como el determinante principal del valor moral, y poseen una actitud fundamentalmente heroica hacia la vida. El héroe randiano ejemplifica el egoísmo ético, la posición ética normativa de que el interés propio del individuo debe ser la base de la acción moral. Las virtudes específicas del héroe randiano, como en el ideal aristotélico, se crean a partir de la racionalidad, la virtud primaria; la racionalidad es la herramienta básica de supervivencia del héroe, que debe ejercitarse en todo momento. El valor principal, el "propósito moral más elevado", es la felicidad (cf. eudaimonia). Rand declaró con frecuencia que el motivo y propósito de sus escritos era "la proyección de un hombre ideal"; todos sus protagonistas son héroes.

## Características
El arquetipo del héroe randiano es el individualista creativo. Aunque Rand rechazó la noción de que los individuos tienen deberes entre sí, sus héroes están marcados por una generosidad esencial, por la razón de que actúan por compasión y empatía más que por culpa. La ficción de Rand muestra un sentido de la vida conscientemente prometeico, declarando a través de sus personajes el valor heroico de la autoafirmación frente al orden establecido.
Generalmente, un héroe randiano se caracteriza por su individualismo radical, su resolución moral, su inteligencia, autocontrol, disciplina emocional y (con frecuencia, pero no siempre) sus características físicas atractivas a los ojos de otros héroes randianos. Los héroes de Rand son altos, fuertes y rectos; las hembras comparten figuras esbeltas, posturas desafiantes y la impresión de calma interna, mientras que los machos son físicamente duros y flexibles, a menudo con ojos grises.
El filósofo marxista Slavoj Žižek sitúa al héroe randiano en la ficción de Rand en la "narrativa masculina estándar" del conflicto entre el individuo creativo excepcional (el Maestro) y la multitud conformista indiferenciada. No considera que el héroe randiano sea falocrático, argumentando que estas "figuras masculinas rectas, intransigentes con una voluntad de acero" emergen de hecho como el sujeto femenino liberado de la histeria del enredo en el deseo del Otro hacia un "ser de puro impulso" indiferente hacia él.
El autor Stephen Newman compara al héroe randiano con el concepto del Übermensch creado por el filósofo Friedrich Nietzsche, diciendo que "el héroe randiano es realmente el superhombre de Nietzsche disfrazado de emprendedor".

## Instancias específicas
Aunque el arquetipo de los héroes randianos aparece en primera obra de Rand (sobre todo en Bjorn Faulkner de La noche del 16 de enero y Leo Kovalensky de Los que vivimos), sus mejores ejemplos conocidos aparecen en la obra madura de Rand, específicamente en la novela Anthem (1938) y las novelas The Fountainhead (1943) y Atlas Shrugged (1957).

### Igualdad 7-2521
Igualdad 7-2521, el protagonista de la novela distópica de Rand, Anthem, es un hombre de mente rápida e inquisitiva que se ve obligado por los líderes de su sociedad colectivista a trabajar como barrendero. Al presenciar cómo un rebelde es quemado en la hoguera, Igualdad reconoce un espíritu común. Desafiando los edictos de sus jefes, logra redescubrir la electricidad, una tecnología que se había perdido la sociedad distópica de la historia. Huye de la sociedad colectivista con su amante (quien lo llama The Unconquered) y juntos construyen una fortaleza de individualismo desde la cual ellos y personas de ideas afines pueden comenzar su lucha por la libertad.

### Howard Roark
Ayn Rand creó al prototipo del héroe randiano en el personaje de Howard Roark en The Fountainhead . Arquitecto, Roark entra en conflicto con el establecimiento de su profesión en múltiples ocasiones. Las primeras etapas de la novela comienzan con la expulsión de Roark de la universidad porque se niega a diseñar con estilos tradicionales. A lo largo de su carrera, se niega a diseñar de acuerdo con ninguna visión que no sea la suya. El cuerpo profesional de arquitectos lo desprecia por no respetar la tradición, pero al final triunfa. 

### Dagny Taggart
La protagonista de Atlas Shrugged es Dagny Taggart, descrita por Rand como "la Roark femenina".  Atlas Shrugged presenta a varios héroes randianos, tanto en la historia de fondo como en la trama principal. En la historia, personifican el intelecto: su retirada del mundo bajo el liderazgo de John Galt es paralela al colapso gradual del mundo.
Al considerar el personaje de Dagny Taggart como una heroína randiana, el erudito Edward Younkins comentó que, si bien evocaba pasión y admiración, era más inspiradora que motivadora. Younkins encontró atractivo el concepto del héroe randiano, pero fuera del alcance de alguien sin el claro contexto de acción de Taggart. Las novelas de Rand describen un mundo en el que cualquiera puede ser excelente por elección propia, lo que, según Younkins, estaba en tensión "con el conocimiento de que no trascendemos nuestro contexto ... y ese contexto casi siempre es terreno de la multitud".

## Emuladores
A medida que la ficción y las obras filosóficas no académicas de Rand se hicieron populares, especialmente en la década de 1980, sus fanáticos a menudo afirmaban que los atributos de estos héroes podían encontrarse en sí mismos, o deberían estarlo.
El más destacado de los discípulos personales de Rand, el psicólogo de la autoestima Nathaniel Branden, abordó "la acusación de que estamos en contra de los sentimientos, en contra de las emociones" y en parte reconoció la crítica de que una celebración del ultraracionalismo era peligrosa:
Si, en una página tras otra de The Fountainhead y Atlas Shrugged, muestras a alguien siendo heroico al dejar de lado los sentimientos, y si muestras a alguien siendo depravado,  sumergiéndose de lleno en sus sentimientos y emociones, y como uno de sus métodos dominantes de caracterización, repetido una y otra vez, entonces no importa lo que profeses, en filosofía abstracta, sobre la relación de la razón y la emoción. Le has enseñado a la gente a reprimir, reprimir, reprimir la emoción.